# チェンジ!
『チェンジ!』は、テレビ朝日系列で1998年10月12日から12月14日に「月曜ドラマ・イン」枠で放送されたテレビドラマ。
当時のテレビドラマには珍しく、『別冊マーガレット』にて羽柴麻央によるコミカライズがドラマと同時進行で連載された（連載開始の予告においては、ドラマのタイトルが決まっていなかったのか、仮タイトルという旨が書かれていた）。

## あらすじ
中学生の神崎さおりは、母親で女優の神崎瑞穂との仲が険悪。そんなある夜、2人が家で揉め事をしている最中に誤って共に階段から転げ落ちたことがきっかけで、さおりと瑞穂は心が入れ代わってしまった。果たして2人は元に戻れるのか？

## キャスト
- 神崎瑞穂：浅野温子

さおりの母親で女優。35歳。
- 神崎さおり：野村佑香

瑞穂＆孝太郎の娘で中学生(14歳)　
- 神崎孝太郎：うじきつよし

瑞穂の夫でさおりの父。
- 大垣伝介：阿部寛
- 沢村健児：藤原竜也
- 福井美沙子：藤森夕子
- 花村妙子：只野あっ子
- 瀬戸山和枝：深浦加奈子
- 長谷部則夫：佐藤B作
- 渡辺雄太：塚本高史

## 主題歌
- 「Butterfly」PENICILLIN

## スタッフ
- 脚本：寺田敏雄
- 音楽：大島ミチル
- チーフプロデューサー：黒田徹也（テレビ朝日）
- プロデュース：鈴木伸太郎（共同テレビ）、杉山登、白倉伸一郎（テレビ朝日）
- 演出：若松節朗（共同テレビ）、杉山登（テレビ朝日）
- 協力：バスク、フジアール、テイクシステムズ、ベイシス
- 制作協力：共同テレビ

## 各話タイトル視聴率
| 01                                                         | 14才のママと35才の中学生                                                         | 8.4%  |
| 02                                                         | ママが奪った私の初キッス！                                                       | 8.2%  |
| 03                                                         | ママが私のカレシに迫った！                                                       | 9.1%  |
| 04                                                         | ママと私の女王様対決！                                                           | 7.4%  |
| 05                                                         | 14才の妻よ、永遠に君を愛す                                                       | 7.7%  |
| 06                                                         | 私の彼がママに愛の告白！                                                         | 7.5%  |
| 07                                                         | 同棲…そして彼と初めての夜                                                        | 9.3%  |
| 08                                                         | ママ死なないで!!涙の誕生日                                                       | 8.6%  |
| 09                                                         | 家族崩壊悪魔が笑う                                                               | 8.2%  |
| 10                                                         | 私、生まれてきちゃいけない子だったの？母と娘が真実を見つけた時、奇跡は起こるか？ | 11.2% |
| 平均視聴率 8.55%（視聴率は関東地区・ビデオリサーチ社調べ） |                                                                                  |       |